# Падина-Госпођин вир
Падина-Госпођин вир је археолошки локалитет праисторијског насеља на улазу у клисури Госпођин вир, који је 1969. и 1970. године истражио Борислав Јовановић.
Хоризонту А припадају остаци насеља из раног мезолита, датовани методом С-14 у крај 9. и почетак 8. миленијума пре нове ере. У насељу су откривене платформе од ломљеног камена (основе станишта или радионичка места), на којима је нађен велики број окресаних камених артефаката, алатки од кости и рога. Покојници су сахрањени у оквиру камене конструкције, у испруженом или седећем положају. 
Из хоризонта Б, датованог између 6200. и 5900. године пре нове ере, потичу остаци трапезоидних станишта, распоређених у три реда. Станишта су слична онима у Лепенском Виру, само што подови нису грађени од кречњачког малтера, већ су премазивани глином. У њима су нађени старчевачка керамика, коштане алатке у окресано и глачано камено оруђе.